# Катернога, Мусий Тимофеевич
Мусий Тимофеевич Катернога (укр. Мусій Тимофійович Катернога; 13 (26) сентября 1912, с. Мошуров, Киевская губерния — 16 марта 1998, Киев) — украинский советский архитектор, график, педагог, профессор, кандидат архитектуры (1959).

## Биография
В 1940 году окончил архитектурный факультет Киевского художественного института. Ученик В. Кричевского и В. Заболотного.
Участник Великой Отечественной войны.
С 1946 года работал в альма матер: с 1960 года — заведующим кафедрой архитектурного проектирования, в 1968—1988 гг. — профессор.
Похоронен в Киеве на Берковецком кладбище

## Творчество

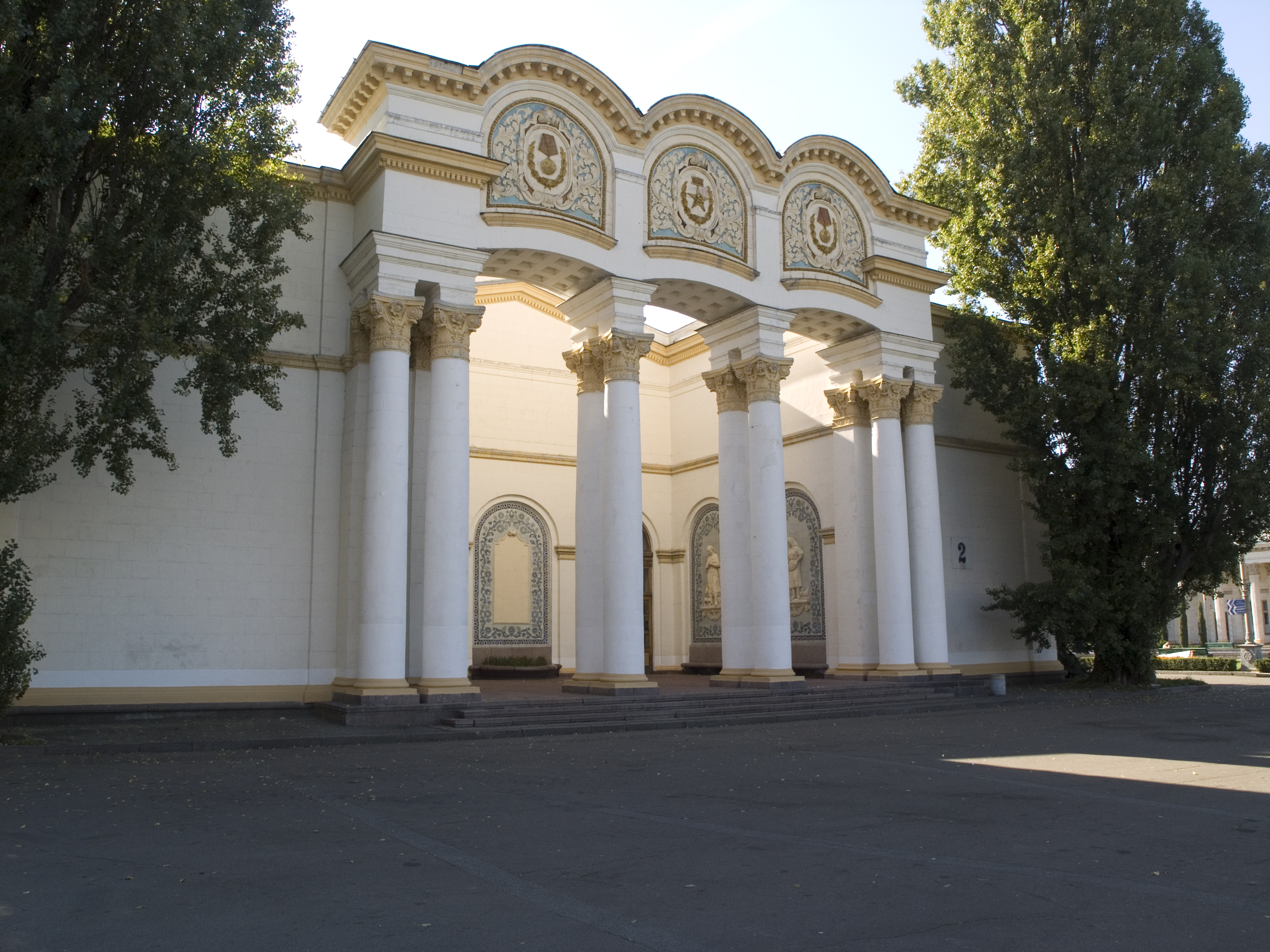
Павильон «Животноводство» на бывшей ВДНХ УССР

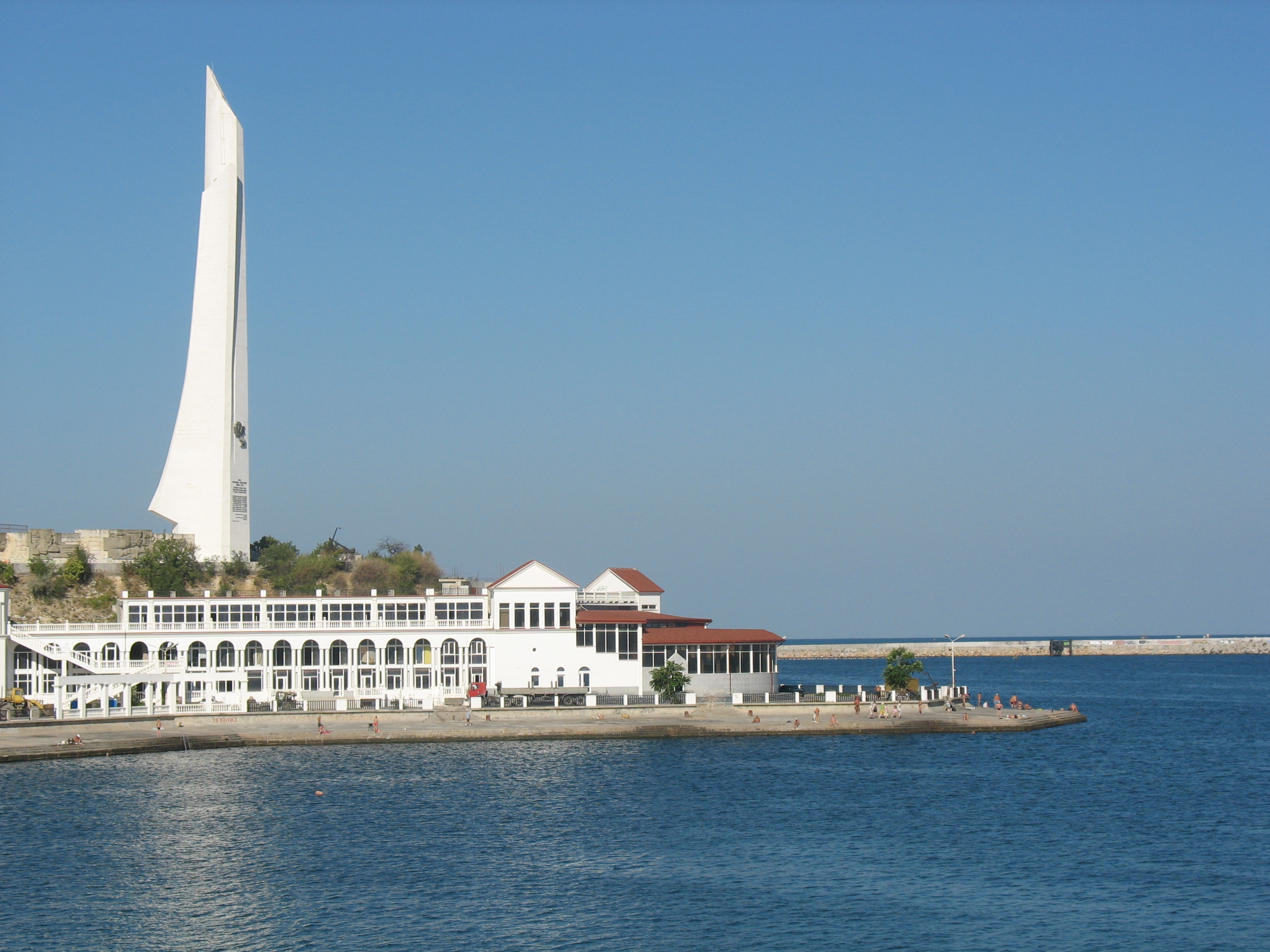
Обелиск «Городу-Герою Севастополю»

В своём творчестве обращался к традициям классического и народного зодчества. Среди реализованных проектов:
- комплекс гидротехнических сооружений в Запорожье (1951—1952),
- станции метро «Киевская радиальная» в Москве (1953) и «Комсомольская» (ныне «Черниговская») в Киеве (1968),
- застройка г. Новая Каховка Херсонской области (1954—1955),
- административное здание на ул. Воровского, № 22 в Киеве (1956),
- павильон «Животноводство» на ВДНХ УССР (ныне Национальный Экспоцентр Украины, 1956—1957) в Киеве,
- архитектурные части памятников:
  - Д. Мануильскому в Киеве (1965)
  - С. Косиору в Киеве (1970)
  - Герою Советского Союза Н. Сосниной на железнодорожной станции Тетерев в Бородянском районе Киевской области, 1978),
  - монумента городу-герою Севастополю (в соавт., 1977).

Проводил научные исследования в области проектирования общественных и жилищных сооружений. Автор монографии «Архитектура музейных и выставочных зданий» (К., 1952), а также статей в профессиональных изданиях.
Автор ряда художественных произведений в жанре станковой акварели.